# Heterachthes myrrheus
Heterachthes myrrheus là một loài bọ cánh cứng trong họ Cerambycidae.